# Norweskie Siły Powietrzne
Królewskie Norweskie Siły Powietrzne (Luftforsvaret) – siły lotnicze Norwegii. Ustanowione 10 listopada 1944 roku, przez odłączenie się od Armii.
Ich główną kwaterą jest Huseby, ale cała armia lotnicza jest podzielona na dwa dowództwa – północne i południowe. Dowództwo Lotnicze Północnej Norwegii (Luftkommando Nord Norge) mieści się bazie lotniczej w pobliżu miejscowości Bodø, natomiast południowej w miejscowości Reitan.
W 1964 roku Norwegia zamówiła myśliwce F-5, rezygnując z Starfighterów w liczbie 78 maszyn F-5A; 16 RF-5A oraz 14 F-5B. Pierwotne zamówienie wynosiło 64 sztuki, po czym zamówiono kolejne 16 dla celów rozpoznawczych, osiągając liczbę 108 egzemplarzy. Wyposażono w ten sposób 6 eskadr. Dostosowano je do działania w niesprzyjających warunkach pogodowych. Dostosowano je do używania rakietowych przyśpieszaczy startowych oraz haków hamujących. Pierwsza gotowość bojowa osiągnięta została w lipcu 1965 roku. Norwegia stała się drugim odbiorcą samolotów F-5. W połowie lat 80. pozostające w służbie F-5 poddano remontom i modernizacji. W ramach porozumienia dokonano remontów w Holandii. Na początku lat 90. XX w przeszły kolejną modernizację w ilości 15 sztuk. Między 1992 a 1994 rokiem przeszły modernizację strukturalną. 
Na wyposażeniu 4 eskadr znajdują się myśliwce F-16. Jedna z nich dysponuje pociskami NDT Penguin. Północ kraju patrolują 2 eskadry F-16A/B oraz eskadra transportowa wyposażona w samoloty Lockheed P3-C Orion. W zakresie działalności Królewskich Norweskich Sił Powietrznych leży udzielanie wsparcia technicznego. Głównie samoloty Cessna O-1 Bird Dog. Wszystkie eskadry wchodzą w skład Sprzymierzonych Sił Europy Północnej.
3 listopada 2017 roku przyleciały bezpośrednio z Fort Worth pierwsze trzy samoloty F-35 do Ørland. W sumie zamówionych zostało 52 samoloty. Kwota jaką zapłacono to 7,3 mld dolarów. 

## Wyposażenie

### Obecnie
| Zdjęcie | Samolot                               | Producent                    | Typ                                   | Wersja                     | Liczba sztuk | Uwagi |
| ------- | ------------------------------------- | ---------------------------- | ------------------------------------- | -------------------------- | ------------ | --- |
|         | Lockheed Martin F-35 Lightning II     | Stany Zjednoczone            | Myśliwiec wielozadaniowy              | F-35A                      | 52           | Ostatni zamówiony samolot dostarczony został 2 kwietnia 2025 roku                                                         |
|         | General Dynamics F-16 Fighting Falcon | Stany Zjednoczone · Holandia | Myśliwiec wielozadaniowy              | F-16AM F-16BM Block 20 MLU | 46 10        | Zostaną zastąpione przez Lockheed Martin F-35 Lightning II.                                                               |
|         | Saab Safari                           | Szwecja                      | trening podstawowy                    | MFI-15                     | 16           | |
|         | Dassault Falcon 20                    | Francja                      | Walka elektronicznaVIP                | Falcon 20ECMFalcon 20C-5   | 21           | |
|         | Lockheed C-130 Hercules               | Stany Zjednoczone            | Taktyczny transportowiec              | C-130J-30                  | 4            | 4 dostarczono 2008-2010 dla zastąpienia 6 C-130E/H, 1 utracono w 2012, w tym samym roku dostarczono egzemplarz zastąpczy. |
|         | Lockheed P-3 Orion                    | Stany Zjednoczone            | Morski patrolowiec                    | P-3C UIP P-3N              | 6            | |
|         | Bell 412                              | Stany Zjednoczone · Norwegia | Śmigłowiec użytkowy                   | 412SP                      | 18           | |
|         | NHI NH90                              | Włochy                       | Śmigłowiec wielozadaniowy (SAR i ZOP) | NH-90 NFH                  | 5            | Zamówiono 14, 6 dla fregat Fridtjof Nansen, 8 dla straży przybrzeżnej Kystvakten.                                         |
|         | Westland Lynx                         | Wielka Brytania              | Straż przybrzeżna (Kystvakten)        | Lynx Mk.86                 | 6            | |
|         | Westland Sea King                     | Wielka Brytania              | Search and Rescue                     | Sea King Mk.43             | 11           | Zostaną zastąpione przez AgustaWestland AW101.                                                                            |

### Wycofane

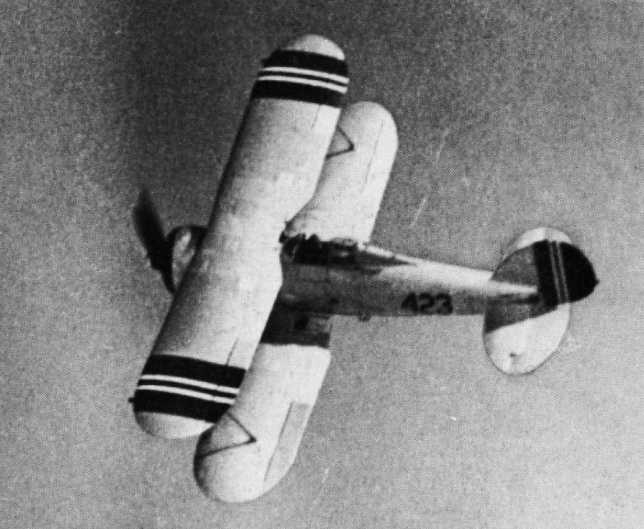
Gloster Gladiator
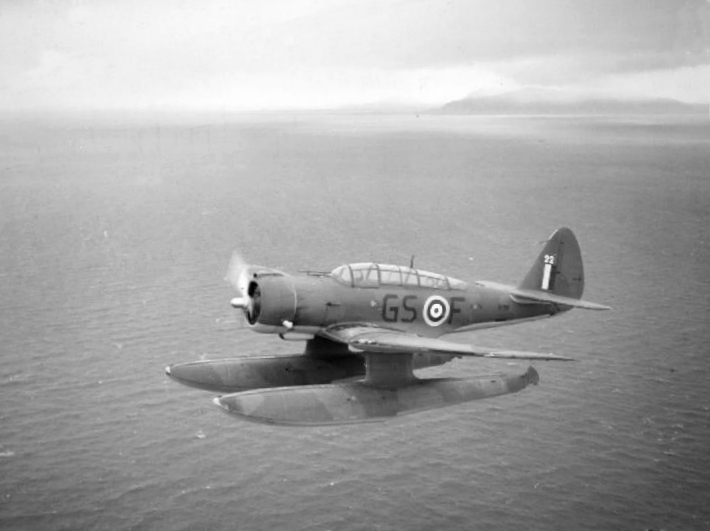
Northrop N-3PB, 1941
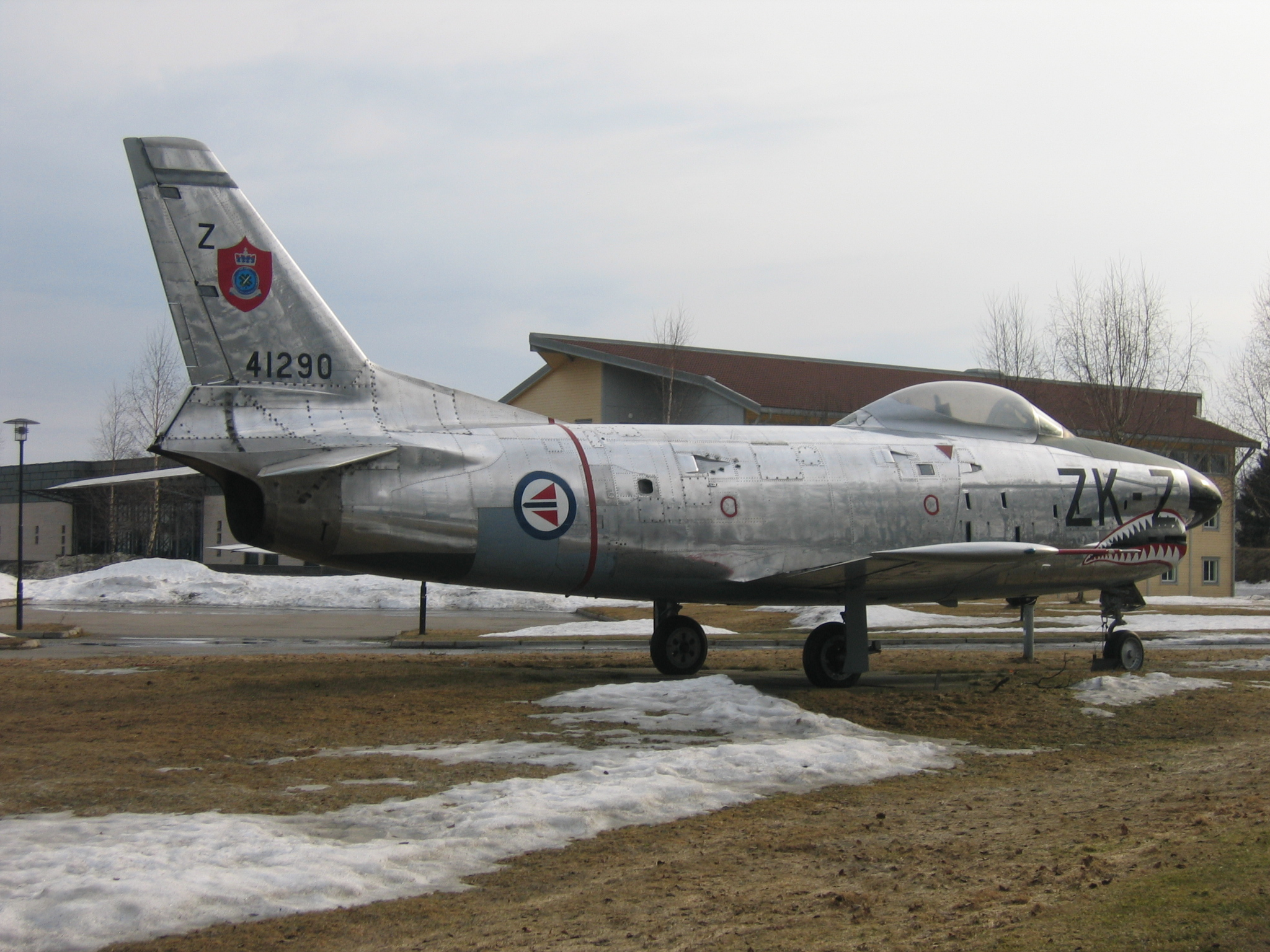
F-86K Sabre
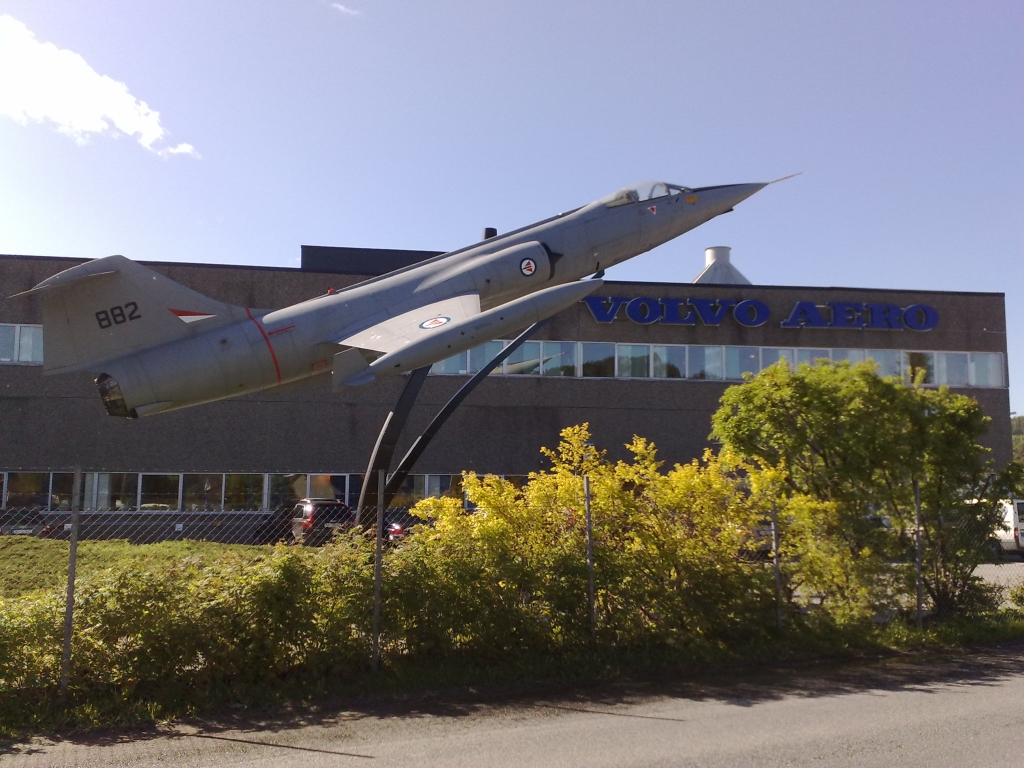
F-104 Starfighter
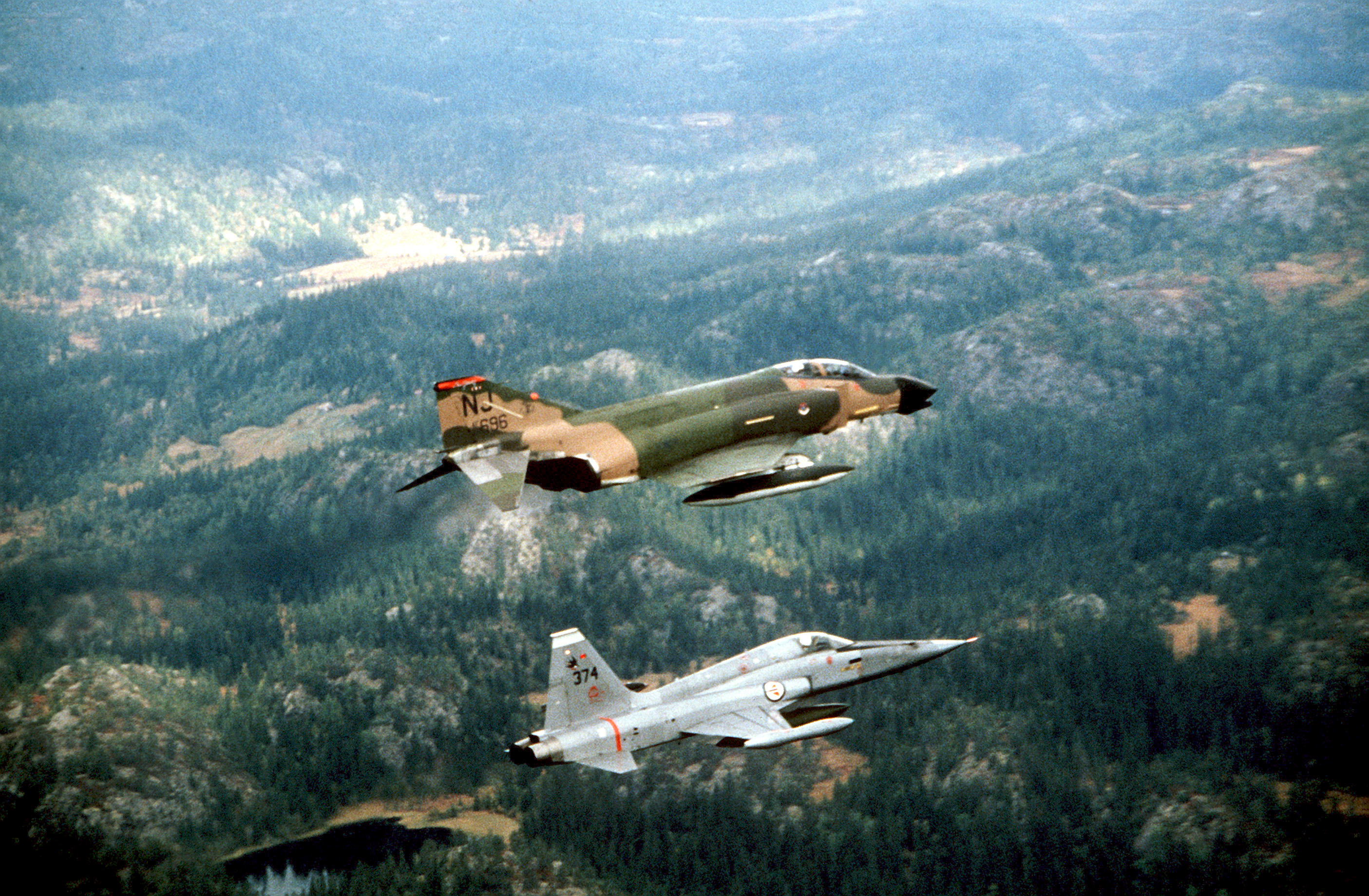
Norweski F-5A Freedom Fighter i amerykański F-4D Phantom II w 1982.
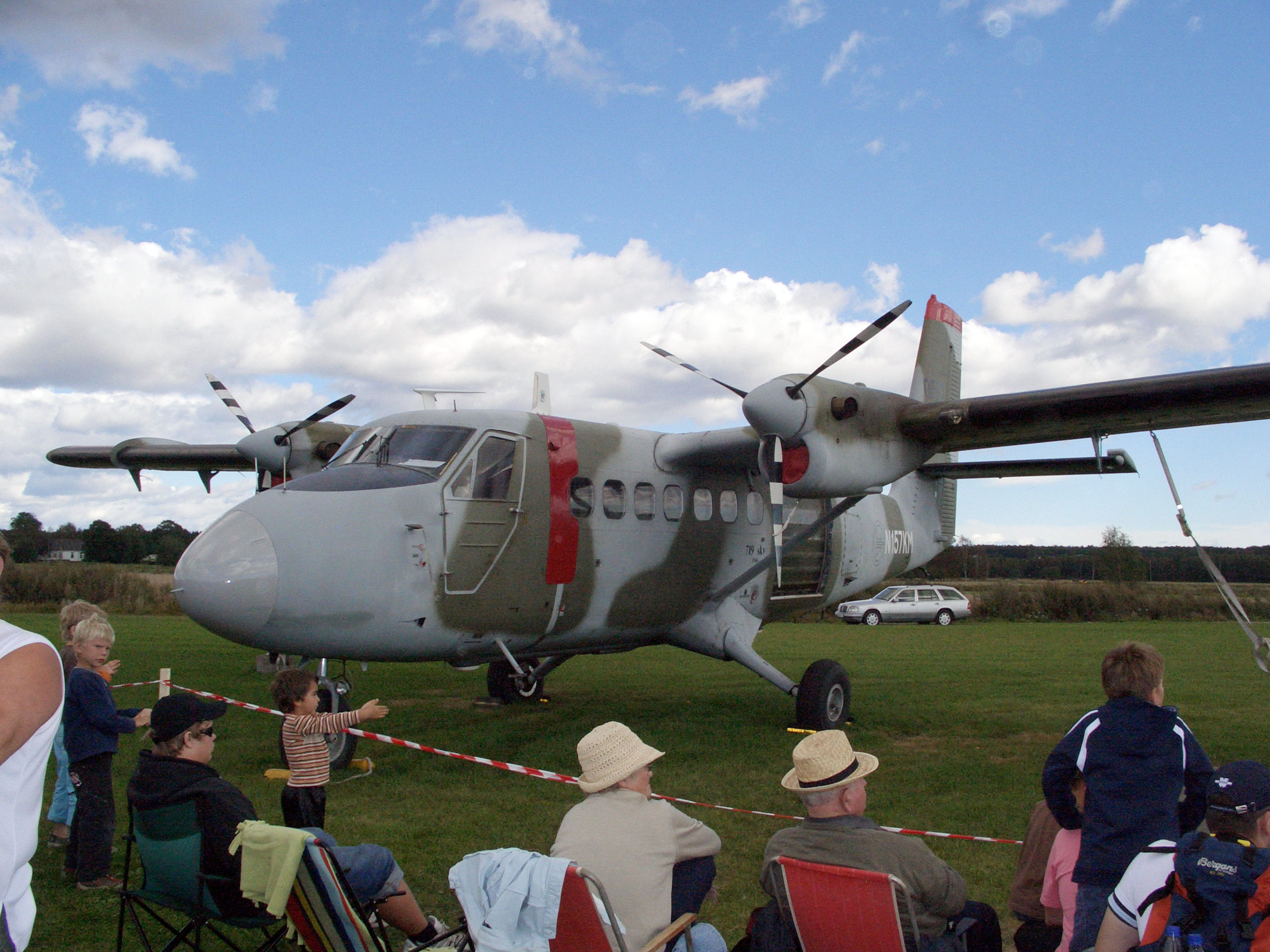
DHC-6 Twin Otter

 Samoloty bojowe
- Gloster Gladiator – 6× Mk I, 6× Mk II 1938-1940 (Armia)
- Heinkel He 115 – 6× He 115N w 1940 (Marynarka)
- Curtiss P-36 Hawk – 19× Hawk 75A-6 w 1940 (Armia)
- Northrop N-3PB – 24 1941-1956 (RAF), 2 1945-1956
- Supermarine Spitfire – 73× LF.IXe 1945-1952, 3× PR XI 1946-1954
- De Havilland Mosquito – 19× FB VI 1945-1952, 3× T III 1947-1952
- De Havilland Vampire – 20× F III 1948-1957, 36× FB 52 1949-1957, 6× T 52 1952-1955
- Republic F-84 Thunderjet – 200× F-84G 1952-1960, 6 (R)F-84E 1951-1956
- North American F-86 Sabre – 64× F-86K 1955-1967, 115× F-86F 1957-1967
- Republic RF-84F Thunderflash – 35× RF-84F 1956-1970
- Lockheed F-104 Starfighter – 19× F-104G 1963-1981, 4× TF-104G 1963-1983, 19× CF-104 1973-1983, 3× CF-104D 1973-1983
- Northrop F-5 Freedom Fighter – 78× F-5A, 14× F-5B 1965-2000, 16× RF-5A 1969-2000

Transportowe/użytkowe
- Junkers Ju 52 – 18× 52/3m 1945-1951
- Fieseler Fi 156 Storch – 30 1945-1954
- Douglas C-47 Skytrain – 7× C-47A, 3× C-53D 1945-1946, 10× C-47A 1950-1974
- Avro Anson – 10× MkI 1947-1951
- Fairchild C-119 Flying Boxcar – 8× C-119G 1956-1969
- Lockheed Lodestar – 7× C-56B/C-60A 1945-1950
- Noorduyn Norseman – 24× IV/VI 1945-1959
- De Havilland Canada DHC-3 Otter – 10 1953-1968
- Piper PA-18 Super Cub – 16× L-18C 1955-1992
- Cessna O-1 Bird Dog – 27× O-1A 1960-1992
- De Havilland Canada DHC-6 Twin Otter – 5 1967-2001
- Lockheed C-130 Hercules – 6× C-130E/H 1969-2008

Patrolowe
- Consolidated PBY Catalina – 12× IVB 1945-1954, 6× PBY-5A 1954-1961
- Grumman HU-16 Albatross – 18× HU-16B 1961-1969

Treningowe
- Fairchild PT-19 – 74× M-62 1945-1957
- Airspeed Oxford – 22× MkI/III 1947-1953
- Lockheed T-33 Shooting Star – 22× T-33A 1953-1968
- Saab 91 Safir – 30× 91B/B2 1956-1988

Śmigłowce
- Bell 47 –  6× B47D-1 1953-1971, 3× B47G-3 1954-1970, 5× AB 47J/J-2 1958-1967
- Sikorsky H-19 Chickasaw – 4× H-19D-4 1958-1967
- Bell UH-1 Iroquois – 37× UH-1B 1963-1990

## Insygnia
Flagi

Flaga generalnego inspektora sił powietrznych
Flaga generała
Flaga generała porucznika
Flaga generalmajora
Flaga brygadiera